# James McAdoo
James Michael Ray McAdoo (ur. 4 stycznia 1993 w Norfolk) – amerykański koszykarz, występujący na pozycji silnego skrzydłowego, obecnie zawodnik KK Partizana NiS Belgrad.
W 2011 wystąpił w meczu wschodzących gwiazd - Nike Hoop Summit oraz McDonald’s All-American.
Pochodzi z rodziny o koszykarskich tradycjach. Jego rodzice Ronnie i Janet McAdoo grali również zawodowo w koszykówkę. Jego ojciec jest członkiem Old Dominion University's Hall of Fame, grał profesjonalnie we Francji, Hiszpanii oraz Japonii.  Jego siostra występowała na UNC Charlotte. Jego wujem jest członek Koszykarskiej Galerii Sław im. Jamesa Naismitha - Bob McAdoo.
30 sierpnia 2017 podpisał umowę z Philadelphia 76ers, na występy zarówno w NBA, jak i zespole G-League – Delaware 87ers. 15 stycznia 2018 został zwolniony.
7 stycznia 2020 został zawodnikiem KK Partizana NiS Belgrad.

## Osiągnięcia
Stan na 17 lutego 2020, na podstawie, o ile nie zaznaczono inaczej.
NCAA
- Uczestnik rozgrywek:
  - Elite 8 turnieju NCAA (2012)
  - turnieju NCAA (2012–2014)
- 2-krotnie zaliczony do II składu All-ACC (2013, 2014)[3]

NBA
- Mistrz NBA (2015, 2017)[8]
- Wicemistrz NBA (2016)[9]

Drużynowe
- Mistrz D-League (2015)[10]
- Zdobywca Pucharu Serbii (2020)

Indywidualne
- Zaliczony do:
  - I składu debiutantów D-League (2015)
  - II składu:
    - D-League (2015)
    - turnieju NBA D-League Showcase (2015)
- Uczestnik meczu gwiazd D-League (2015)

Reprezentacja
- Mistrz:
  - świata U–17 (2010)
  - Ameryki U–16 (2009)
- Reprezentacyjny koszykarz roku według USA Basketball (2009)[11]
- Zaliczony do I skadu:
  - turnieju Nike Global Challenge (2010)
  - mistrzostw świata U-17 (2010)